# Фуе
Фуе (яп. 笛, досл. «флейта, дудка, свисток») — сімейство японських флейт. Фуе зазвичай мають високе звучання, їх виготовляють із бамбука. Найпопулярніша фуе — сякухаті.
При виконанні музики на фуе отвори у флейті закривають не подушечками пальців, а фалангами.

## Історія
Предок фуе — китайська свиріль «пайсяо». У V столітті флейти з'явилися в Японії, поширилися в період Нара.
Комусо секти Фуке незабаром стали використовувати фуе для «медитації подихом». Сучасні фуе можуть бути як сольним, так і оркестровим інструментом.

## Класифікація
Фуе діляться на дві великі групи — поперечні і поздовжні. У поперечних отвір для губ розміщений збоку, а на поздовжніх — на кінці.

### Сінобуе

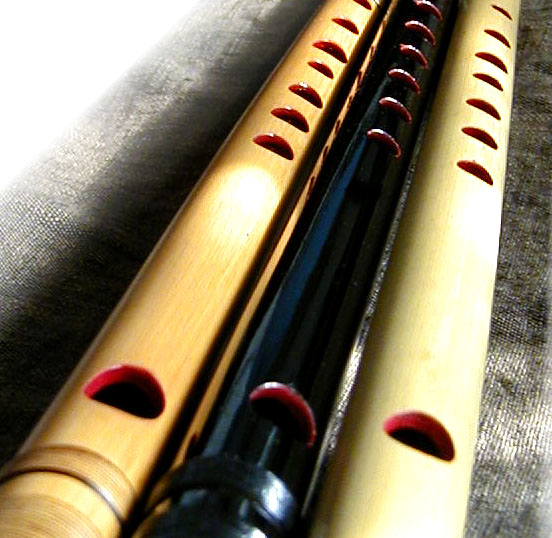
Сінобуе

Сінобуе (яп. 篠笛, флейта з сази), також такебуе (яп. 竹笛, бамбукова флейта) — поперечна флейта з високим тембром. Використовується в японському оркестрі хаясі (яп. 囃子) і під час виконання нагаута. Сякухаті — важливий інструмент у музичному супроводі постановок театрів но і кабукі. На сякухаті виконують синтоїстську музику кагура і просто народні пісні. Є два стилі виконання: ута (яп. 歌, пісенний) і хаясі (яп. 囃子, фестивальний). Флейта для виконання в стилі ута настроюється на західну нотну шкалу і може грати соло. Хаясі-сінобуе не настроюється, створює високий немелодійний звук.

### Сякухаті
Назва інструмента означає «один шяку і вісім сунів» і позначає його стандарту довжину — 54,5 см. Існує понад два десятки різновидів інструмента. Найпоширенішим з них є звичайна сякухаті, що має 5 отворів.
Діапазон сякухаті починається ре першої октави, п'ять отворів на інструменті забезпечують гру у пентатонічному звукоряді. Проте використання специфічних технік, що мають назву кері або мері, сутність яких полягає у зміні кута вдування повітря, дозволяє змінювати висоту звуку в межах одного тону і більше.

### Хоттіку
Хоттіку (яп. 法竹, буквально «бамбук дхарми») — фуе з бамбукового кореня. Після обробки на товстому кінці прикореневого стебла залишаються кільця. Та ж частина бамбука використовується для виготовлення сякухаті, але хоттіку не лакується, і отвір для губ залишається необробленим. Хоттіку іноді називають «дзінасі нобекан», «без дзі (яп. 磁, особлива паста з глини і лаку), в одну трубку (на відміну від сякухаті, хоттіку цільна)».

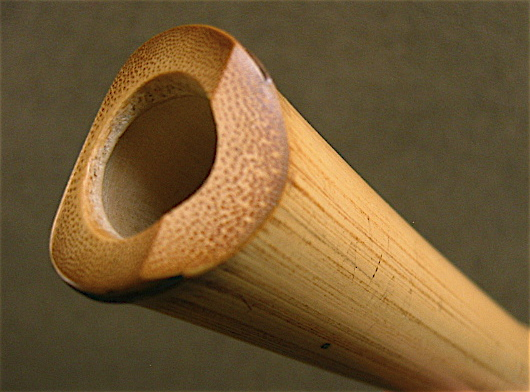
Необроблений отвір для губ

У хоттіку чотири отвори для пальців зверху і один знизу (для великого пальця). Діапазон звучання становить принаймні дві октави. Хоттіку може бути будь-якої довжини, що довший інструмент — то нижчий його тембр. Зазвичай (не завжди) хоттіку довша від сякухаті і майже завжди товстіша.
Техніка гри на хоттіку аналогічна грі на сякухаті, хоча звук хоттіку не такий чистий і рівний. Кут утагуті (яп. 歌口, дослівно «отвір для співу»), тобто, отвору для губ, у хоттіку ближче до 90°, але вибір кута залежить також від розміру бамбука. Кут утагуті і відсутність лаку надають звуку хоттіку грубий і придихальний тембр. Хоттіку використовують у суйдзен, «медитації подихом». Грати в жанрі хонкьоку (яп. 本曲), винайденому послідовниками секти Фуке, може лише виконавець високого рівня майстерності. Оскільки хоттіку не настроюється, зазвичай вона виступає соло.

### Хітірікі
Хітірікі (яп. 篳篥) — невеликий (не більше 20 см) бамбуковий духовий інструмент із подвійною тростиною. Хітірікі має співучий, однак дещо гугнявий, а у верхньому регістрі — різкий тембр. Тональний діапазон — одна октава.

### Комабуе

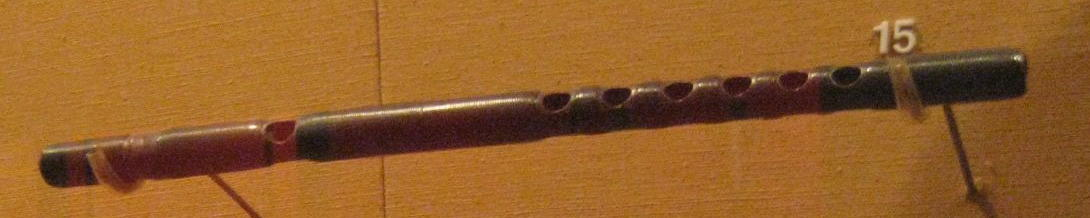

Комабуе (яп. 高麗笛, флейта Корьо) — поперечна флейта з шістьма отворами для пальців, яка використовується в японській придворній музиці гагаку і комагаку. Виготовляється з бамбука. Має довжину близько 36 см, коротша від флейти рютекі. Виготовляє комабуе історично родина Ога.

### Рютекі
Рютекі (яп. 龍笛, рю:текі, «драконова флейта») — бамбукова поперечна флейта довжиною біля 40 см і діаметром 1,3 см, з сімома отворами. Використовується в гагаку. Звучання рютекі зображує драконів, що літають у небесному світлі (його зображає сьо), за якими спостерігають люди (хітірікі). Рютекі — одна з трьох флейт, на яких грають гагаку. Тембр рютекі нижчий, ніж у комабуе, але вищий, ніж у кагурабуе. У XX столітті рютекі, як і сямісен, почали використовувати в сучасній музиці.

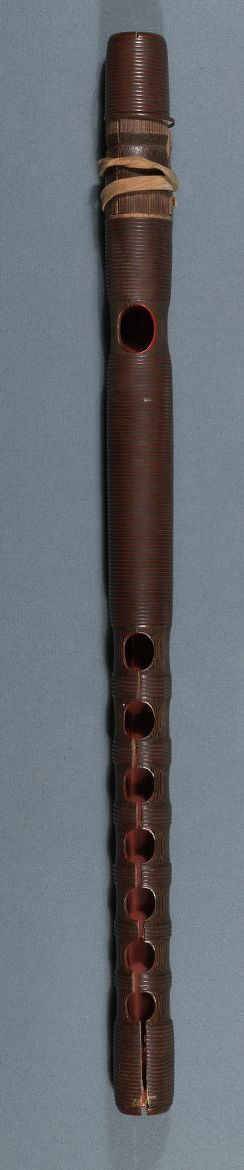
Рютекі

Рютеки під час виконання тримають горизонтально.

### Нокан
Нокан (яп. 能管, но:кан, дослівно «трубка театру но») — японська поперечна флейта, яку використовують для акомпанування виставам театрів но і кабукі. Її створили актор театру но Кан'амі Кійоцугу (яп. 観阿弥 清次) і його син, Дзеамі Мотокійо (яп. 世阿弥 元清), в XIV столітті, коли вони реформували но, увівши в нього традиційні танці денгаку (яп. 田楽, «музика рисового поля») і саругаку (яп. 猿楽, «мавпяча музика»).

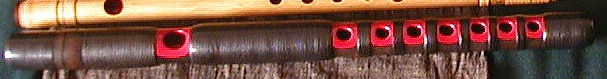
Лакований нокан

Для виготовлення нокана використовуються склеєні і перев'язані вишневою корою тріски копченого бамбука сусудаке (яп. 煤竹). При цьому поверхня бамбукового стовбура опиняється всередині, що покращує звук. Довжина нокана близько 39,1 см, середня ширина — 1,7 см. У нокані просвердлюють 7 отворів для пальців.
У нокані є «горло» (яп. 喉, нодо), отвір шириною 2-3 мм. Завдяки нодо, нокан може видавати фальцетний звук (ефект Вентурі). Також конструкція передбачає вміщення в особливий отвір овального свинцевого мундштука, обгорнутого папером.
Діапазон нокана — більш як дві октави. Висота звуку змінюється від флейти до флейти, оскільки нокани виготовляють вручну.

### Кагурабуе

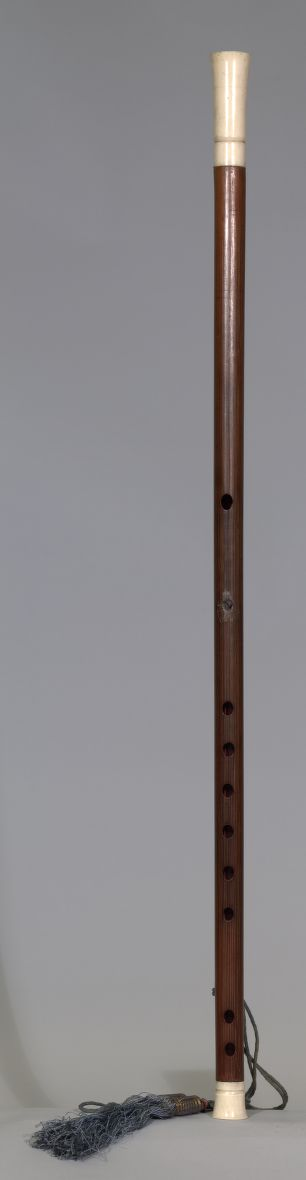

Найдовша з фуе, близько 45,5 см завдовжки. Використовується в жанрі мікагура.